# Deilephila askoldensis
Deilephila askoldensis är en fjärilsart som beskrevs av Charles Oberthür 1879. Deilephila askoldensis ingår i släktet Deilephila och familjen svärmare. Inga underarter finns listade i Catalogue of Life.